# Benjamin E. Mays
Benjamin E. Mays, né le 1er août 1894 à Epworth, un hameau à proximité de Ninety Six dans l'État de la Caroline du Sud et mort le 28 mars 1984 à Atlanta dans l'État de la Géorgie, est un pasteur baptiste, un essayiste, un théologien, un professeur d'université américain et le sixième président du Morehouse College. Il est connu pour être l'un des théoriciens du Mouvement américain des droits civiques dont les écrits prônant la non-violence ont inspiré des leaders de ce mouvement comme Martin Luther King, Julian Bond et Andrew Young.

## Biographie

### Jeunesse et formation

#### Naissance dans un État ségrégationniste
Benjamin E. Mays est né le 1er août 1894 à Epworth dans le comté de Greenwood (Caroline du Sud). Benjamin Elijah Mays est le plus jeune des huit enfants de Hezekiah et Louvenia Carter Mays, une famille de fermiers, tous les deux sont nés dans la condition d'esclave, avant d'être émancipés par le Treizième amendement du 6 décembre 1865 abolissant l'esclavage. À cette époque la Caroline du Sud est un état qui pratique la ségrégation raciale avec l'application de diverses lois dites Lois Jim Crow et utilise l'organisation terroriste du Ku Klux Klan contre les Afro-Américains qui osent contester l'ordre ségrégationniste,,,.

#### Un traumatisme
En 1898, alors que Benjamin E. Mays n'a que quatre ans, il assiste, la nuit tombée, à une chevauchée de membres du Ku Klux Klan armés de fusils à la recherche d'un « négro » à lyncher. Cet épisode reste gravé à jamais dans sa mémoire, lui fait comprendre la fragilité du statut des Afro-Américains et est une de ses motivations profondes pour consacrer sa vie à lutte contre la pauvreté, l'ignorance et les diverses injustices sociales. Traumatisme car cet événement fait écho à la Phoenix Election Riot (en) de cette même année de 1898, où des Blancs, non contents de dénier le droit de vote aux Afro-Américains, en ont lynché plusieurs pour l'exemple,.

#### La non-violence contre la haine
Malgré les traumatismes précoces de démonstration de la haine raciale, appelant à des représailles envers les Blancs, Benjamin E. Mays refuse d'entrer dans la culture de la haine en cherchant de nouvelles voies par l’éducation et la foi. Dans sa recherche, l'enseignement du révérend James F. Marshall sera déterminant, en s'appuyant sur la Bible et le Sermon sur la montagne, il apprend aux Afro-Américains que tout leur est possible et il encouragera Benjamin E. Mays à développer ses aptitudes à l'étude et ainsi l'a conduit sur les chemins de la non-violence,,,.

#### Un enfant doué
Comme ses sœurs, Benjamin E. Mays passe la majeure partie de son temps à aider leurs parents pour les travaux des champs de coton loin de l’enseignement scolaire primaire qu'il suit de façon discontinue pendant les mois d'hiver de novembre à février de chaque année. Grâce à sœur aînée Susie, quand il commence sa scolarité à 6 ans il sait déjà lire, écrire et compter. Il se passionne pour la lecture des livres, brochures, articles célébrant ses « héros », Booker T. Washington, George Washington Carver, Carter G. Woodson, Paul Laurence Dunbar et dès l'âge de 8 ans il étudie la Bible,,

#### Surmonter l’hostilité paternelle
Hezekiah Mays a des idées bien arrêtées quant à la destinée d'un jeune afro-américain, il se doit de devenir un fermier, et si possible d'être un pasteur. Opinion paternelle qui estime que la poursuite des études pour un jeune afro-américain relève de la folie ou du bobard. Mais Benjamin E. Mays ne se soumet pas et est admis en 1911 à un établissement d'enseignement secondaire (High School) rattaché à la South Carolina State University et situé à Orangeburg dans la Caroline du Sud. Il en sort en 1916, comme major de promotion avec le titre de Valedictorian,,.

#### Un parcours universitaire brillant
Après ses études secondaires, il est accepté au Bates College à Lewiston, dans l'État du Maine, il y obtient son Bachelor of Arts (licence) en 1920 avec la mention honorable. Benjamin E. Mays fait l'expérience d'être considéré pour la première fois de sa vie de façon égale par ses condisciples blancs. Il poursuit des études théologiques à l'University of Chicago Divinity School (en) affiliée à l'université de Chicago où il obtient successivement le Master of Arts en 1925, puis le Ph.D (doctorat) en 1935,,,.

### Carrière

#### Des engagements multiples
Parallèlement à ses études universitaires, Benjamin E. Mays enseigne les mathématiques supérieures au Morehouse College d'Atlanta de 1922 à 1924, puis il est maître-assistant en littérature anglaise à la South Carolina State University d'Orangeburg (Caroline du Sud) de 1925 à 1926, où il fait la connaissance d'une enseignante, Sadie Gray, sa future épouse,.
De 1926 à 1928, il est le secrétaire général de la section de la National Urban League à Tampa (Floride), puis il est embauché comme secrétaire général des étudiants affiliés à la Young Men’s Christian Association (YMCA) de 1928 à 1930. Enfin il est nommé directeur des études sur les églises afro-américaines aux États-Unis auprès de l'Institut de recherche sociale et religieuse de New York de 1930 à 1932. Il est ordonné pasteur de l'église baptiste la Shiloh Baptist Church d'Atlanta dans l'État de la Géorgie en 1935,,,,.

#### The Negro's Church
En 1930, le Institute of Social and Religious Research (« Institut de recherche sociale et religieuse ») de New York sollicite Benjamin E. Mays et Joseph W. Nicholson, un pasteur de l'Église épiscopale méthodiste chrétienne (en) pour mener une enquête sur les églises afro-américaines dans douze villes et quatre zones rurales. Le résultat de leur enquête est publié sous le titre de The Negro's Church (en), un rapport de 350 pages. Dans leur conclusion, Benjamin E. Mays et Joseph W. Nicholson écrivent que les églises afro-américaines the failure of American Christianity (« l’échec du christianisme américain »), échec par une prolifération d’églises afro-américaines, des pasteurs mal formés, voire pas formés, des paroisses endettées et ces multiples défaillances privent les fidèles d'en enseignement nécessaire pour faire face épreuves sociales et économiques auxquelles ils sont confrontés. Néanmoins, Benjamin E. Mays et Joseph W. Nicholson font la promotion d'une réforme des églises afro-américaines garantissant leur autonomie, et un programme de formation des clercs qui leur permettra de légitimer une place de leadership, de guides moraux des diverses communautés afro-américaines,.

#### Le doyen de l'université Howard

##### La conférence de la Young Men's Christian Association à Mysore

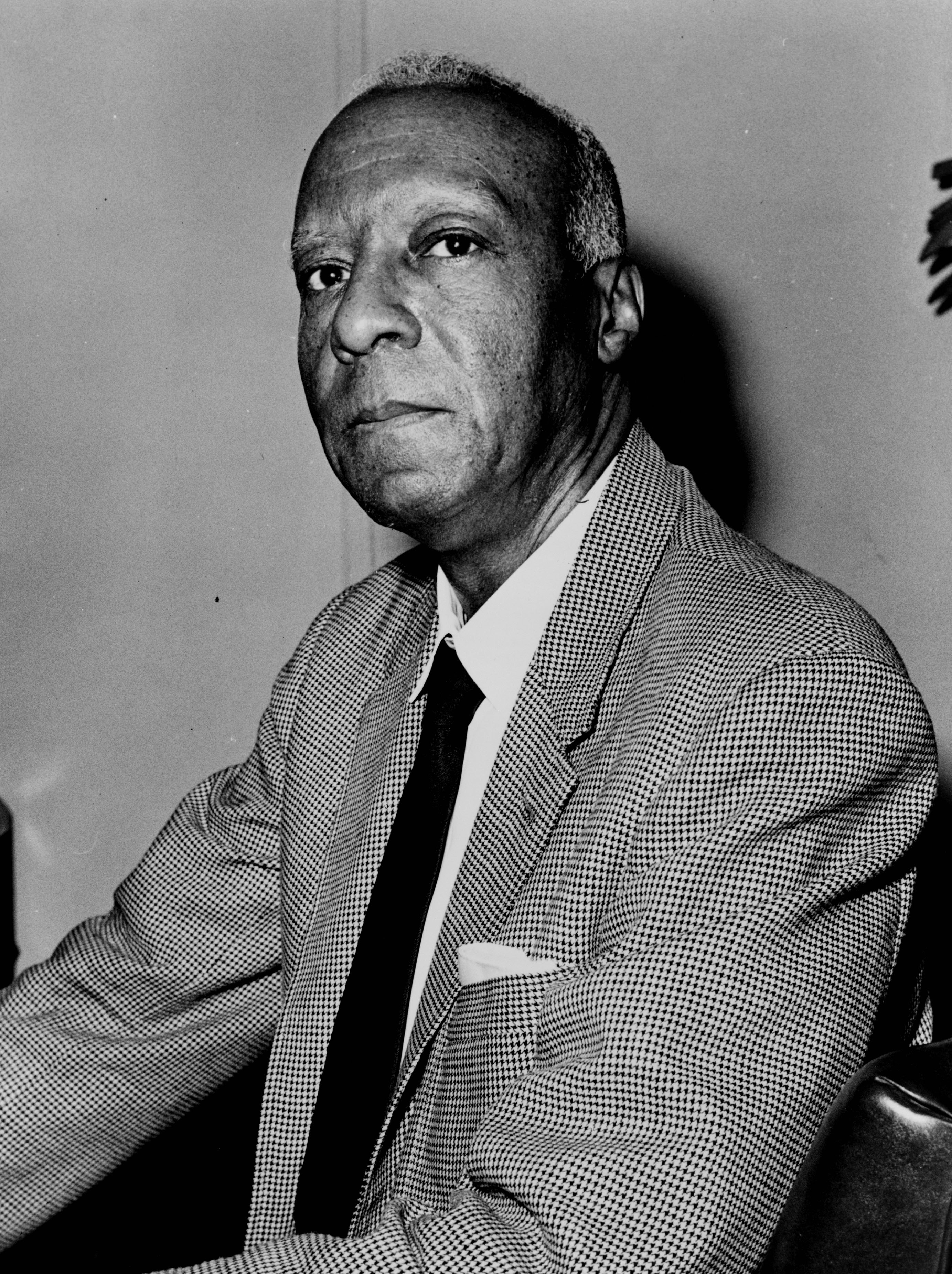
Asa Philip Randolph.

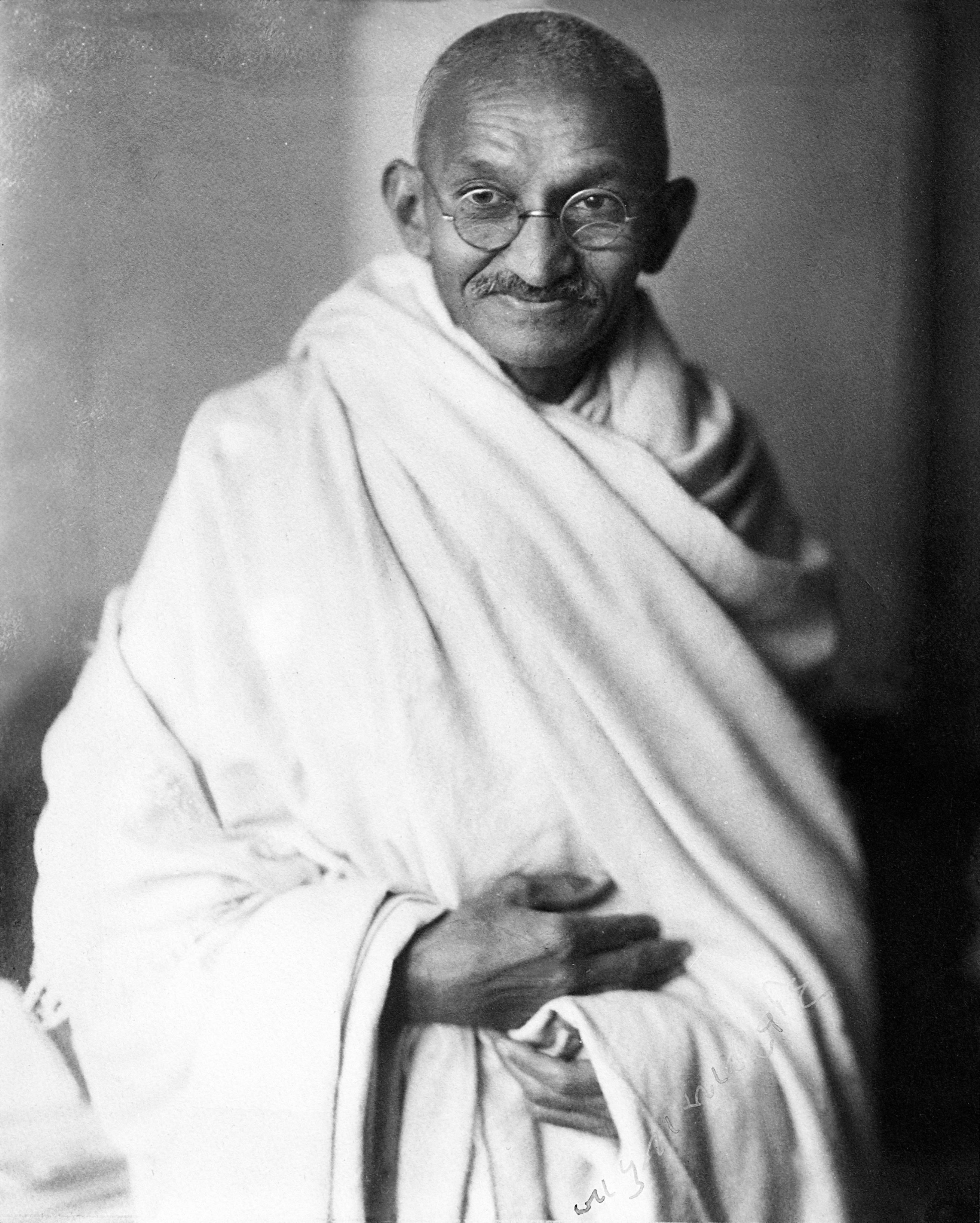
Mahatma-Gandhi.

De 1934 à 1940, Benjamin E. Mays est le doyen du département de religion à l'Université Howard (la School of Religion at Howard University connue maintenant sous le nom de la Howard University School of Divinity (HUSD)). Dans le cadre de cette fonction, il a l'occasion de participer à de nombreuses conférences œcuméniques : en 1937, il assiste à la conférence mondiale de la Young Men's Christian Association (YMCA) à Mysore en Inde et à la conférence d'Oxford sur le thème « Église, communauté et États » ; en 1939, il se rend à Amsterdam ou se tient une Conférence rassemblant de 1 500 jeunes chrétiens venus du monde entier. Lors de ces rencontres; il insiste pour que les Églises chrétiennes se mobilisent pour mettre fin à la ségrégation, une motion commune était prête, mais elle ne put passer car elle rencontra l'opposition des Églises de l'Afrique du Sud.

##### La rencontre de Gandhi
Pendant son séjour en Inde, il a la première de ses entrevues avec Gandhi dont les thèses de la non-violence avait déjà suscité l'adhésion de plusieurs intellectuels et leaders afro-américains comme W.E.B Dubois, Marcus Garvey, Asa Philip Randolph. Enseignement de la non-violence qu'il reçoit de la bouche même de Gandhi et qu'il approfondit par la lecture de ses ouvrages et de ses conférences mises par écrit, Il rencontre plusieurs fois Gandhi, la dernière de ses visites date du 31 décembre 1946 dans l'ashram de Gandhi à Sevagram à proximité de la ville de Wardha,,.

##### L'accréditation par l'Association of Theological Schools in the United States
Sous la présidence de Benjamin E. Mays, ses exigences d'excellence pédagogique la School of Religion at Howard University (« Faculté de théologie de l’université Howard ») est la seconde faculté de théologie afro-américaine à être accréditée par l'Association of Theological Schools in the United States and Canada (en),.

#### Le président du Morehouse College

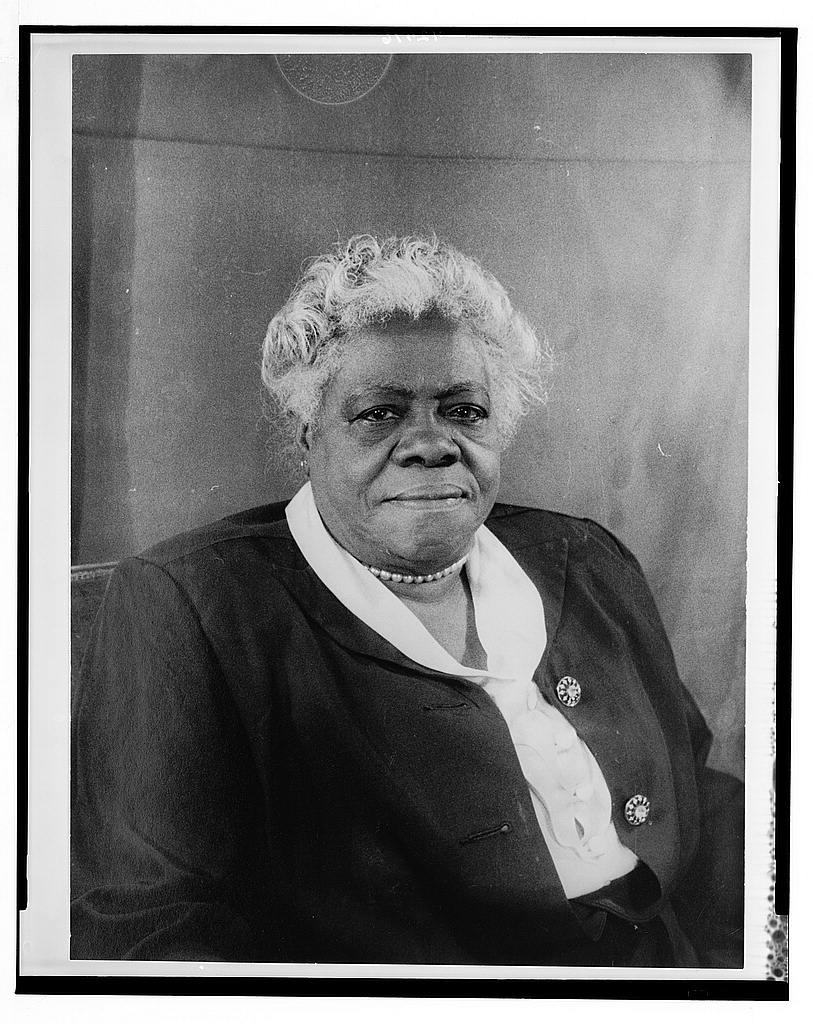
Mary McLeod Bethune.

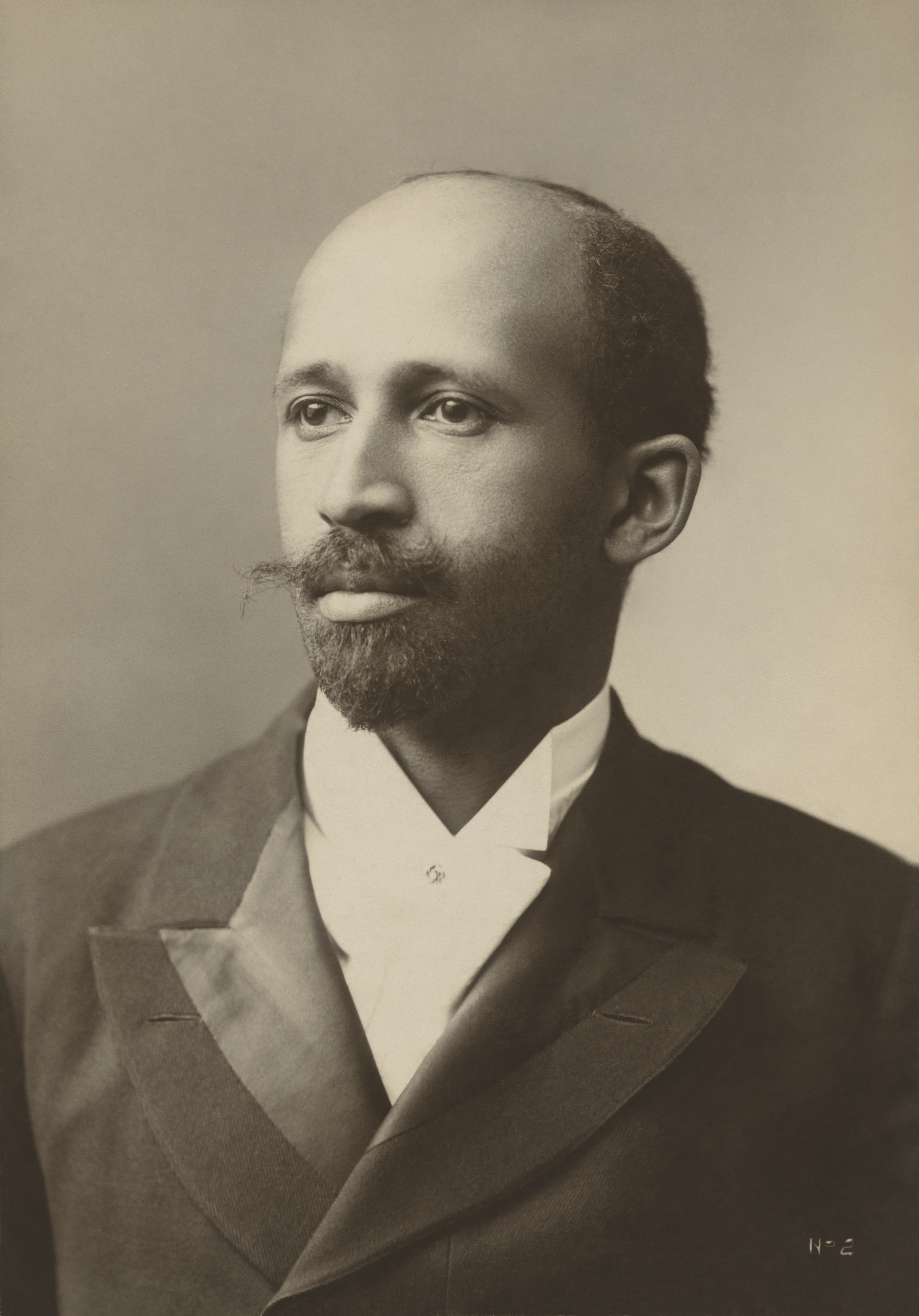
W.E.B. Du Bois.

Le 10 mai 1940, Trevor Harnett annonce à Benjamin E. Mays qu'il vient d'être élu président du Morehouse College, un établissement universitaire d'Atlanta. Avant de donner son accord, Benjamin E. Mays réclame des conditions nécessaires à son acceptation auprès du conseil d'administration du Morehouse College : l'assainissement des finances par la recherche de donation, augmenter la taille de l'université et améliorer la qualité de l'enseignement par le recrutement de professeurs mieux formés que ceux en poste. Exigences nécessaires car l'établissement est, financièrement dans une situation critique, il a un déficit d'1 million de $ et le moral est au plus bas. Ses conditions sont acceptées, pendant sa présidence qui durera 27 ans, Benjamin E. Mays fait du Morehouse College l'un des meilleurs établissements universitaires afro-américains. Sa première action est de redresser les finances, par la collecte de plus de 15 millions de $ qui permettent de rénover l'établissement et de l'agrandir. Il invite également des personnalités telles que Mordecai Wyatt Johnson (en), Howard Thurman, W.E.B Du Bois, Mary McCloud Bethune et bien d'autres pour y tenir des conférences auprès des étudiants,,,.

#### Le contexte des pratiques de la ségrégation dans la Géorgie

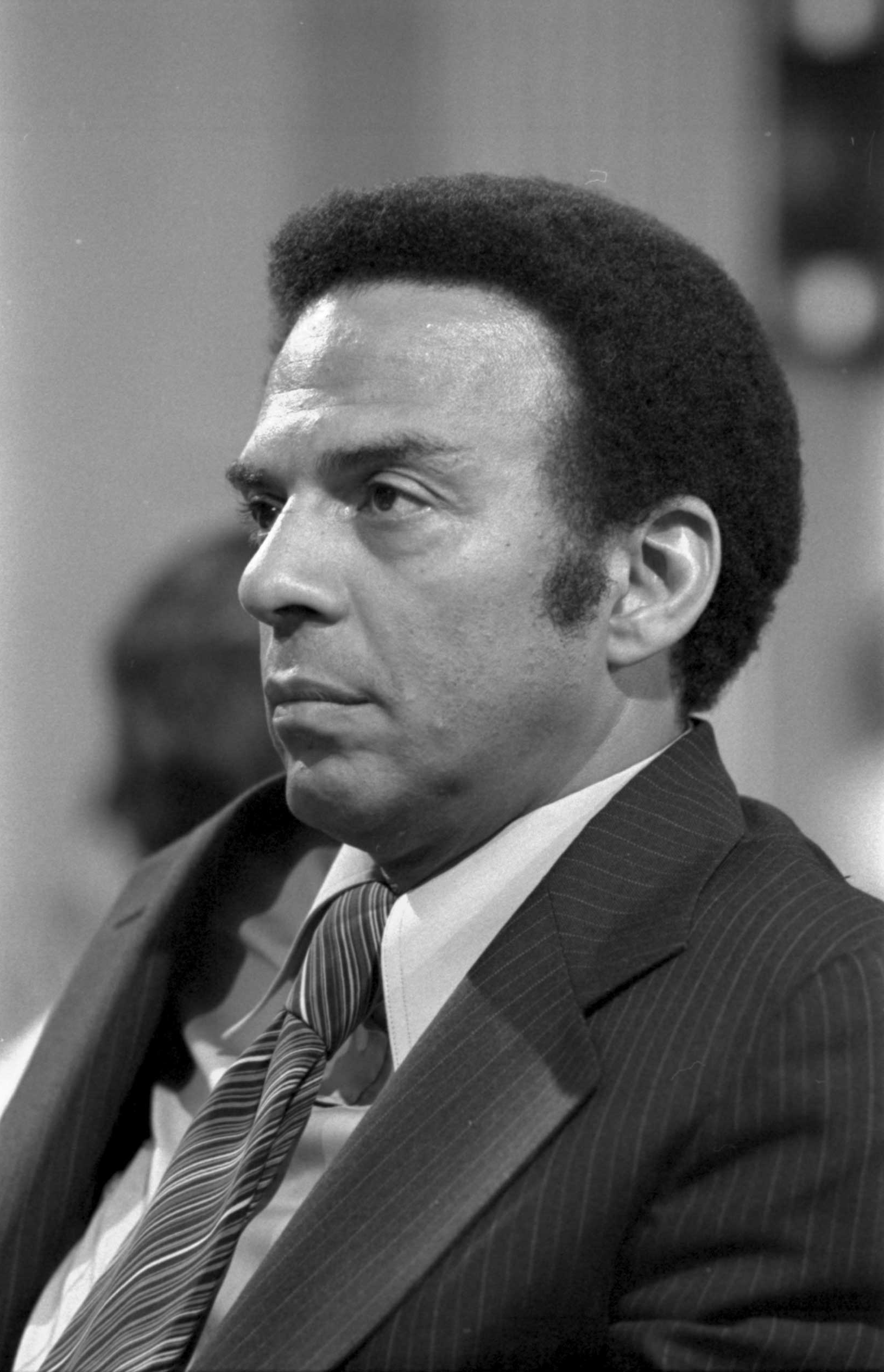
Andrew Young.

En acceptant la présidence du Morehouse College, Benjamin E. Mays découvre à Atlanta et en Géorgie en général, une application pure et dure de la ségrégation. Les lois Jim Crow imposent la ségrégation dans les services publics (établissements scolaires, hôpitaux, transports, gares, justice, cimetière, etc.), les lieux de rassemblement (restaurants, cafés, théâtre, salle de concert, salles d'attente, stades, toilettes, ascenseurs…) et restreignent les interactions sociales entre Blancs et gens de couleur au strict minimum, cela au nom du principe « separate but equal » (séparés mais égaux). Les lynchages pratiqués par le Ku Klux Klan font partie de la vie quotidienne et l'exercice du droit de vote des Afro-Américains est rendu impossible par la mise place de tests impossibles à réussir,,,.

#### Le penseur du mouvement des droits civiques

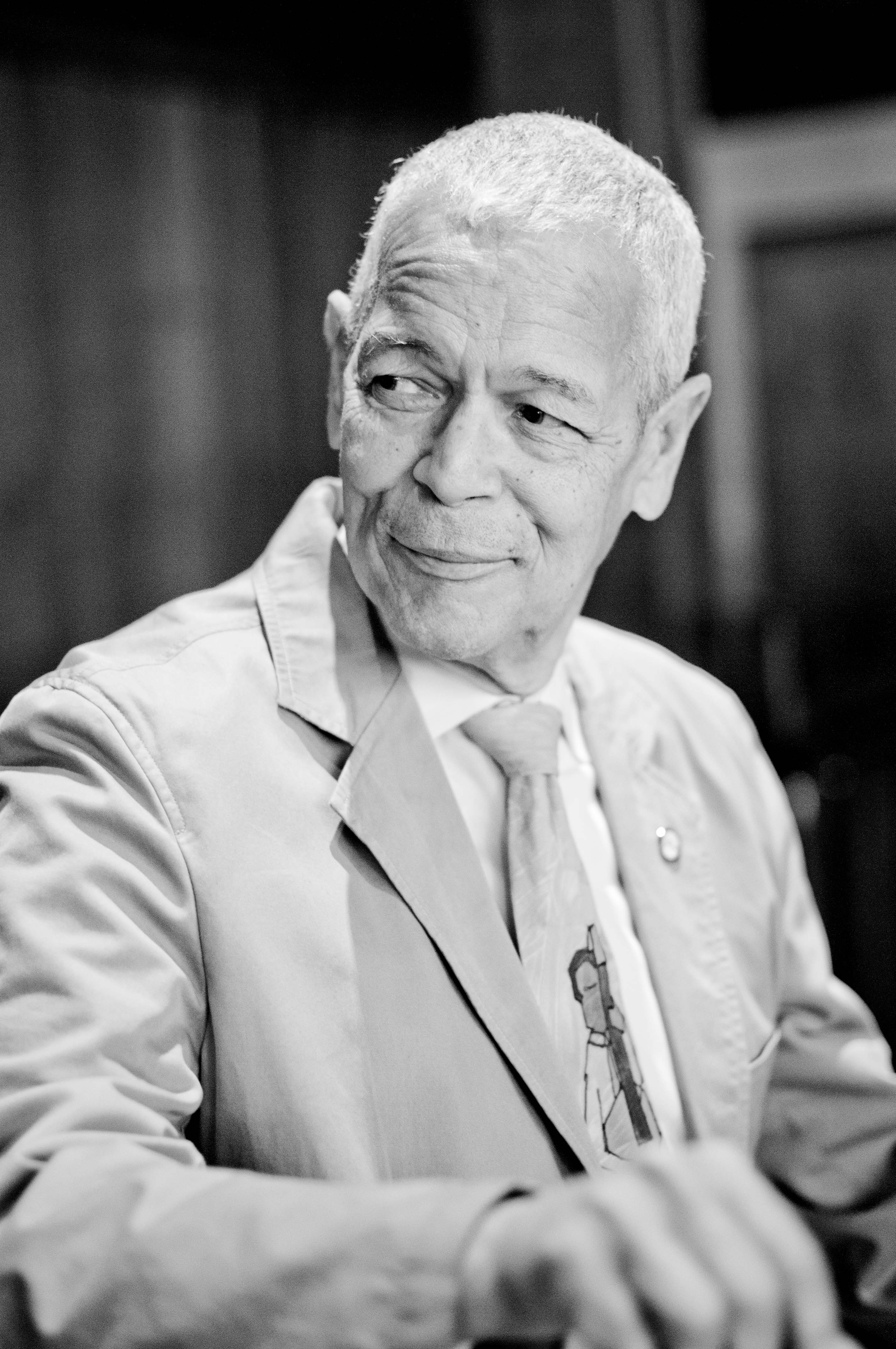
Julian Bond.

##### La formation et le soutien apporté envers Martin Luther King
Parmi les élèves de Benjamin E. Mays au sein du Morehouse College, il y a Martin Luther King qui y est admis en 1944. Il lui apprend les stratégies de conciliation nécessaires pour éradiquer les injustices de la ségrégation en mettant toujours en avant la promotion de la dignité humaine. Il soutiendra Martin Luther King dans sa direction et la gestion du boycott des bus de Montgomery de 1956, qu'il récompense en l'élevant au grade de docteur honoris causa et plus tard en l'intégrant au conseil d'administration du Morehouse College,,,,.

##### Son influence sur les figures de mouvement américain des droits civiques
Benjamin E. Mays est également le maître de Julian Bond, l’un des fondateurs du Student Nonviolent Coordinating Committee (SNCC) et qui a joué un rôle important comme élu de la Géorgie, d'Andrew Young compagnon de lutte de Martin Luther King et de Julian Bond et sera directeur de la SNCC, de Samuel DuBois Cook (en) qui deviendra le président de l'Université Dillard de La Nouvelle-Orléans en Louisiane et bien d'autres qui auprès de lui développeront une philosophie de justice sociale fondée sur le message religieux de la non-violence. Il fait ainsi du Morehouse College l'un des fers de lance du combat des Afro-Américains contre le racisme,,.

#### L'hostilité du Sénat des États-Unis

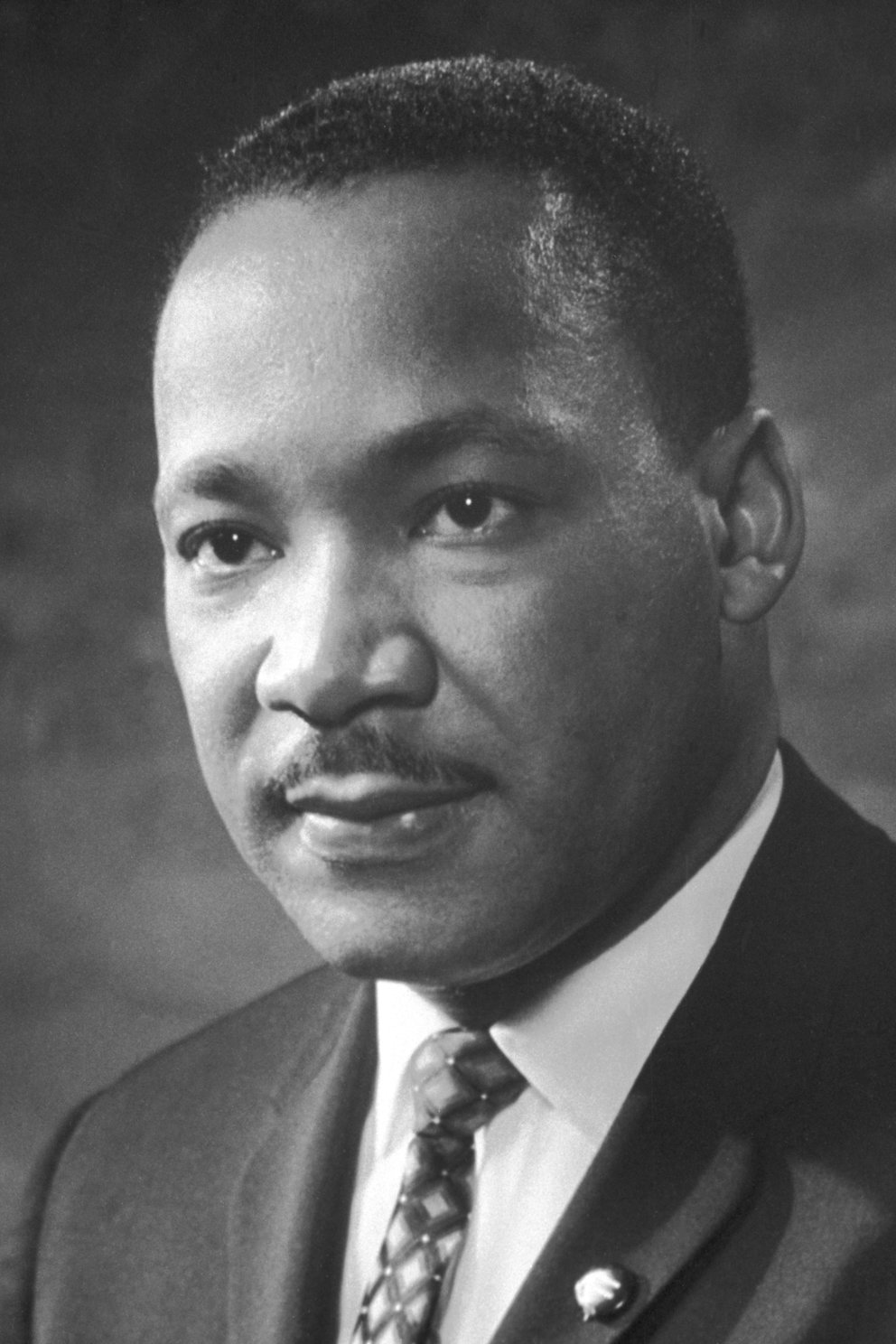
Martin Luther King.

En 1961, le président John F. Kennedy, nomme Benjamin E. Mays à la Commission on Civil Rights, mais sa nomination est récusée par le Sénat car jugeant son implication dans le mouvement américain des droits civiques comme incompatible avec la neutralité demandée aux membres de la commission. Plus grave encore il lui est également reproché durant les années 1930 et 1940 d'avoir mené des combats pour l'égalité des droits civiques avec les communistes. Les sénateurs les plus virulents, sont ceux de la Géorgie, Richard Brevard Russell, Jr. et  Herman Talmadge qui exhibent un rapport de 1958 émanant de la House Un-American Activities Committee et de la commission pour l'éducation (équivalent de nos rectorats) de la Géorgie, au titre de Communism and the NAACP (« Le communisme et la NAACP »), qui font l'état de trente et une « activités communistes » auxquelles Benjamin E. Mays aurait participé ; il est notamment soupçonné d'avoir été l'un des sponsors du National Council of American–Soviet Friendship (en) (Conseil national de l’amitié américano-soviétique). Allégations qui sont contradictoires car ces mêmes instances notent le fait que Benjamin E. Mays est membre de la Foundation for Religious Action in the Social and Civil Order (« Fondation pour l’action religieuse dans l’ordre social et civil »), organisation notoirement anticommuniste. Sous la pression, le président John F. Kennedy, retire sa proposition pour nommer Benjamin E. Mays au conseil d'administration du Corps de la paix,.

#### Une retraite active
En 1967, Benjamin E. Mays prend sa retraite en tant que président du Morehouse College,.
En 1969, de nombreuses personnes lui demandent de se présenter aux élections de la présidence la Commission scolaire de la ville d'Atlanta. Il accepte, mène une campagne assombrie par la disparition de son épouse Sadie Gray et malgré tout remporte les élections avec une majorité confortable et devient le premier Afro-Américain élu à cette charge. Pendant cette présidence qu'il assure jusqu'en 1979, il veille à rectifier les inégalités endurées par les enfants afro-américains,,,.
Benjamin E. Mays conseille le président Jimmy Carter, notamment sur les questions des droits civiques. Entre eux se noue une amitié durable,.
Benjamin E. Mays fait l'éloge funèbre de Martin Luther King lors de ses funérailles en avril 1968,,.
Benjamin E. Mays milite, jusqu'à son dernier souffle, pour l'égalité des droits civiques.

### Vie privée
En 1920, il épouse Ellen E. Harvin Mays qui meurt prématurément le 2 février 1923 à l'âge de 28 ans,.
En 1926, il épouse Sadie Gray Mays qui meurt le 11 octobre 1969,.
Benjamin E. Mays meurt le 28 mars 1984  dans un hôpital d'Atlanta, le Grady Memorial Hospital, des suites d'une pneumonie,.
Benjamin E. Mays est inhumé dans premier temps au Westview Cemetery (en) d'Atlanta puis sa dépouille et celle de son épouse Sadie Gray Mays sont transférées au campus du Morehouse College,.

## Œuvres

### Essais
- The Negro's Church (réimpr. 1988) (1re éd. 1933), 356 p. (ISBN 9780837119793, lire en ligne),
- The Negro's God : As Reflected in His Literature, Wipf & Stock Publishers, 1938, rééd. 1 octobre 2010, 304 p. (ISBN 978-1-60899-777-0, lire en ligne),
- The Christian in race relations, Promoting Enduring Peace, 1952, 16 p. (OCLC 702332721, lire en ligne),
- Disturbed About Man, John Knox Press, 1969, 152 p. (OCLC 4448, lire en ligne),
- Born to Rebel : An Autobiography, University of Georgia Press, 1971, rééd. 1 novembre 1986, 468 p. (ISBN 978-0-8203-0881-4, lire en ligne),
- Lord, The People Have Driven Me On, Vantage Press, 1981, 76 p. (ISBN 978-0-533-04503-7)[31],

### Articles
- « The Color Line Around the World », The Journal of Negro Education, Vol. 6, No. 2,‎ avril 1937, p. 134-143 (10 pages) (lire en ligne ),
- « The American Negro and the Christian Religion », The Journal of Negro Education, Vol. 8, No. 3,‎ juillet 1939, p. 530-538 (9 pages) (lire en ligne ),
- « The Religious Life and Needs of Negro Students », The Journal of Negro Education, Vol. 9, No. 3,‎ juillet 1940, p. 332-343 (12 pages) (lire en ligne ),
- « The Role of the Negro Liberal Arts College in Post-War Reconstruction », The Journal of Negro Education, Vol. 11, No. 3,‎ juillet 1942, p. 400-411 (12 pages) (lire en ligne ),
- « Veterans: It Need Not Happen Again », Phylon (1940-1956), Vol. 6, No. 3,‎ automne 1945, p. 205-211 (7 pages) (lire en ligne ),
- « Democratizing and Christianizing America in This Generation », The Journal of Negro Education, Vol. 14, No. 4,‎ automne 1945, p. 527-534 (8 pages) (lire en ligne ),
- « Financing of Private Negro Colleges », The Journal of Educational Sociology, Vol. 19, No. 8,‎ avril 1946, p. 466-470 (5 pages) (lire en ligne ),
- « Preparing Graduates of Church-Related Colleges for Responsible Living in One World », Christian Education, Vol. 30, No. 1,‎ mars 1947, p. 66-70 (5 pages) (lire en ligne ),
- « Segregation in Higher Education », Phylon (1940-1956), Vol. 10, No. 4,‎ 4e trimestre 1949, p. 401-406 (6 pages) (lire en ligne ),
- « Improving the Morale of Negro Children and Youth », The Journal of Negro Education, Vol. 19, No. 3,‎ été 1950, p. 420-425 (6 pages) (lire en ligne ),
- « The Present Status of and Future Outlook for Racial Integration in the Church Related White Colleges in the South », The Journal of Negro Education, Vol. 21, No. 3,‎ été 1952, p. 350-352 (3 pages) (lire en ligne ),
- « A Recent Supreme Court Decision: How Decisive? », Chicago Review, Vol. 9, No. 3,‎ 1955, p. 21-26 (6 pages) (lire en ligne ),
- « The Moral Aspects of Segregation Decisions », The Journal of Educational Sociology, Vol. 29, No. 9,‎ mai 1956, p. 361-366 (6 pages) (lire en ligne ),
- « The Role of the "Negro Community" in Delinquency Prevention Among Negro Youth », The Journal of Negro Education, Vol. 28, No. 3,‎ été 1959, p. 366-370 (5 pages) (lire en ligne ),
- « The Significance of the Negro Private and Church-Related College », The Journal of Negro Education, Vol. 29, No. 3,‎ été 1960, p. 245-251 (7 pages) (lire en ligne ),
- « EULOGY », Negro History Bulletin, Vol. 31, No. 5,‎ mai 1968, p. 24 (1 page) (lire en ligne ),
- « Black Colleges : Past, Present and Future », The Black Scholar, Vol. 6, No. 1,‎ septembre 1974, p. 32-37 (6 pages) (lire en ligne ),
- « I knew Carter G. Woodson », Negro History Bulletin, Vol. 44, No. 1,‎ premier trimestre 1981, p. 21 (1 page) (lire en ligne ),

## Archives
Les archives de Benjamin E. Mays sont déposées et consultables auprès de la bibliothèque Robert W. Woodruff Library, Atlanta University Center (en).

## Prix, distinctions et hommages

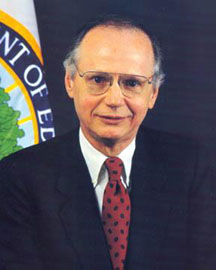
Richard Riley.

- Richard Riley.1978 : l'université de Caroline du Sud et une douzaine d'institutions universitaires décernent à Benjamin E. Mays le titre de docteur honoris causa[8],
- 1979 : l'Assemblée générale de Caroline du Sud débloque un budget de 6 000 $[note 3] pour financer un portrait de Benjamin E. Mays qui sera exposé dans le Capitole de l'État de Caroline du Sud[8],
- 1980 : le gouverneur de la Caroline du Sud, Richard Riley, invite Benjamin E. Mays à tenir une conférence dans l'enceinte du Capitole de l'État de Caroline du Sud[8],
- 1981 : inauguration de la Benjamin Elijah Mays High School (en) à Atlanta[8],
- 1982 : récipiendaire de la Médaille Spingarn décernée par la National Association for the Advancement of Colored People (NAACP)[33],[34]

## Pour approfondir

#### Notices dans des encyclopédies et des manuels de références
- (en-US) Richard L. Green & Sylvia Shepherd, A Salute to Historic Black Educators, Chicago, Illinois, Empak Pub. Co, 1990, 33 p. (ISBN 9780922162000, lire en ligne), p. 18,
- (en-US) Charles D. Lowery (dir.), Encyclopedia of African-American Civil Rights : From Emancipation to the Present, Greenwood Publishing Group, 30 mai 1992, 696 p. (ISBN 9780313250118, lire en ligne), p. 349-350. ,
- (en-US) Larry G. Murphy, J. Gordon Melton, Gary L. Ward (dir.), Encyclopedia of African American Religions, New York, Garland Publisher (réimpr. 2013) (1re éd. 1993), 933 p. (ISBN 9781135513528, lire en ligne), p. 492-493,
- (en-US) Joanne Clarke, 100 African-Americans Who Shaped American History, Turtleback Books, 1er novembre 1995, 113 p. (ISBN 9780912517186, lire en ligne), p. 63,
- (en-US) Barbara C. Bigelow, Contemporary Black Biography, Volume 7, Detroit, Michigan, Gale Research, 9 septembre 1994, 351 p. (ISBN 9780810385597, lire en ligne), p. 186-190. ,
- (en-US) Suzan Michele Bourgoin (dir.), Encyclopedia of World Biography, volume 10 : Love-Micah, Gale Group, 2 décembre 1997, 549 p. (ISBN 9780787625504, lire en ligne), p. 374-376,
- (en-US) John A. Garraty (dir.), American National Biography, volume 14 : Lovejoy - McCurdy, New York, Oxford University Press USA, 1er janvier 1999, 953 p. (ISBN 9780195127935, lire en ligne), p. 795-797. ,
- (en-US) Rachel Kranz & Philip J. Koslow (dir.), The Biographical Dictionary of African Americans, New York, Facts on File, 1er mai 1999, 313 p. (ISBN 9780816039043, lire en ligne), p. 167-168,
- (en-US) Marvin A. McMickle, An Encyclopedia of African American Christian Heritage, Valley Forge, Pennsylvanie, Judson Press, 1er juillet 2002, 307 p. (ISBN 9780817014025, lire en ligne), p. 108-110,
- (en-US) Paul Finkelman (dir.), Encyclopedia of African American history, 1896 to the present, Volume 3 : J-N, New York, Oxford University Press, USA, 2 février 2009, 525 p. (ISBN 9780195167795, lire en ligne), p. 283-284,
- (en-US) George Thomas Kurian & Mark A. Lamport (dir.), Encyclopedia of Christianity in the United States, volume 3 : H-M, Lanham, Maryland, Rowman & Littlefield Publishers, 10 novembre 2016, 1589 p. (ISBN 9781442244313, lire en ligne), p. 1444-1445. ,

#### Essais
- (en-US) Randal Maurice Jelks, Benjamin Elijah Mays, Schoolmaster of the Movement : A Biography, University of North Carolina Press, 15 mai 2012, 352 p. (ISBN 9780807835364),
- (en-US) John Herbert Roper, The Magnificent Mays : A Biography of Benjamin Elijah Mays, University of South Carolina Press, 28 août 2012, 384 p. (ISBN 9781611170771, lire en ligne )[35],

#### Articles anglophones
- Leonard Ray Teel, « Benjamin Mays: Teaching by Example, Leading through Will », Change, vol. 14, no 7,‎ octobre 1982, p. 14-22 (9 pages) (lire en ligne ).
- Charles V. Willie, « Benjamin Mays », Change, vol. 15, no 1,‎ janvier - février 1983, p. 6 (1 page) (lire en ligne ),
- Freddie C. Colston, « Dr Benjamin E. Mays: His Impact as Spiritual and Intellectual Mentor of Martin Luther King, Jr », The Black Scholar, vol. 23, no 2,‎ printemps 1993, p. 6-15 (10 pages) (lire en ligne ). ,
- Stephen Preskill, « Combative Spirituality and the Life of Benjamin E. Mays », Biography, vol. 19, no 4,‎ 1996, p. 404-416 (13 pages) (lire en ligne ). ,
- Clayborne Carson, « Martin Luther King Jr.: The Morehouse Years », The Journal of Blacks in Higher Education, no 15,‎ printemps 1997, p. 121-125 (5 pages) (lire en ligne ),
- Zachery Williams, « Prophets of Black Progress: Benjamin E. Mays and Howard W. Thurman, Pioneering Black Religious Intellectuals », Journal of African American Men, vol. 5, no 4,‎ mars 2001, p. 23-37 (15 pages) (lire en ligne ),
- Barbara Dianne Savage, « Benjamin Mays, Global Ecumenism, and Local Religious Segregation », American Quarterly, vol. 59, no 3,‎ septembre 2007, p. 785-806 (22 pages) (lire en ligne ). ,
- Sarah Azaransky, « Benjamin Mays's "The Negro's God": Recovering a Theological Tradition for an American Freedom Movement », Journal of the Society of Christian Ethics, vol. 34, no 2,‎ hiver 2014, p. 141-158 (18 pages) (lire en ligne ),